# Monopteryx
Monopteryx é um género botânico pertencente à família Fabaceae.
Especies
- Monopteryx angustifolia
- Monopteryx inpae
- Monopteryx jahnii
- Monopteryx uaucu